# Понькин, Владимир Александрович
Влади́мир Алекса́ндрович По́нькин (род. 22 сентября 1951, Иркутск) — советский и российский дирижёр, музыкальный педагог. Профессор. Народный артист Российской Федерации (2002).

## Биография
В 1976 году окончил Горьковскую консерваторию, (класс преподавателя Маргариты Саморуковой) в 1980 году — Московскую консерваторию, в 1983 году — ассистентуру-стажировку (класс оперно-симфонического дирижирования Геннадия Рождественского).
В 1980—1982 годах проходил стажировку в Большом театре, одновременно работая дирижёром в Московском Камерном музыкальном театре. Возглавлял также Ярославский симфонический оркестр, Государственный симфонический оркестр кинематографии (1987—1991). В 1990–2004 годах возглавлял Государственный малый симфонический оркестр. В 1994—1998 годах — главный дирижёр Краковского филармонического оркестра; одновременно в 1996―1997 — главный дирижёр Московского музыкального театра имени К. С. Станиславского и В. И. Немировича-Данченко, где поставил балеты «Укрощение строптивой» М. Б. Броннера, «Ромео и Джульетта» С. С. Прокофьева, «Суламифь» В. Бесединой, оперы «Отелло» Дж. Верди и «Сказка о царе Салтане» Н. А. Римского-Корсакова.
Владимир Понькин был преподавателем Ростовской государственной консерватории им. С. В. Рахманинова, работал на кафедре оперно-симфонического дирижирования.
С 1999 года сотрудничает с театром «Геликон-опера». В 2002—2017 годах — его главный дирижёр; под его руководством были поставлены оперы «Леди Макбет Мценского уезда» Д. Д. Шостаковича, «Лулу» А.Берга, «Кащей бессмертный» Н. А. Римского-Корсакова, «Диалоги кармелиток» Ф.Пуленка, «Упавший с неба» С. С. Прокофьева, «Сибирь» У.Джордано. Художественный руководитель и главный дирижёр Кубанского симфонического оркестра.
В 2002—2006 годах — также главный дирижёр Центра оперного пения Галины Вишневской; участвовал в постановках «Царской невесты» Н. А. Римского-Корсакова, «Руслана и Людмилы» М. И. Глинки, «Риголетто» Дж. Верди, «Фауста» Ш.Гуно. В 2005—2009 годах — художественный руководитель и главный дирижёр Национального академического оркестра народных инструментов России им. Н. П. Осипова. Под его руководством оркестр впервые исполнил Первую и Вторую симфонии, Третью сюиту П. И. Чайковского, «Весну священную» И. Ф. Стравинского, фантазию «Утёс» С. В. Рахманинова, «Времена года» А. К. Глазунова; созданы уникальные аранжировки.
Преподаёт в Московской консерватории имени П. И. Чайковского (с 2004); одновременно заведует кафедрой оперно-симфонического дирижирования ГМПИ им. М. М. Ипполитова-Иванова.

## Творчество
Как приглашённый дирижёр выступал с симфоническим оркестром Би-Би-Си, Ленинградским филармоническим оркестром, оркестром Стокгольмского радио, Йенским симфоническим оркестром, оркестром Гуидо Кантелли (Милан), Фестивальным оркестром Бергамо и другими.
Гастролировал в Австралии, Германии, Великобритании, Франции, Италии, Испании, Греции, Израиле, Швеции, Южной Корее, Югославии, Болгарии, Венгрии, Чехии, Словакии, Аргентине, Чили, США. В числе солистов, с которыми выступал В. А. Понькин — певцы Анджела Георгиу, Хосе Кура, Дмитрий Хворостовский, Евгений Нестеренко, Паата Бурчуладзе, Зураб Соткилава, Мария Биешу, Юрий Мазурок, Лючия Алиберти, Виргилиус Норейка; пианисты Иво Погорелич, Евгений Кисин, Григорий Соколов, Дэниел Поллак, Денис Мацуев, Владимир Крайнев, Виктор Ямпольский, Элисо Вирсаладзе, Николай Петров, скрипачи Андрей Корсаков, Сергей Стадлер, Олег Крыса, виолончелистка Наталия Гутман.
Владеет обширным репертуаром, включающим также произведения современных композиторов. Исполнял премьеры произведений К.Пендерецкого и В.Лютославского.
Дискография В. А. Понькина включает произведения Моцарта, Рахманинова, Чайковского, Скрябина, Прокофьева, Шостаковича, Пендерецкого, Лютославского, Денисова, Губайдулиной.

## Награды
- Орден Дружбы (9 января 2012) - за большие заслуги в развитии отечественной культуры и искусства, многолетнюю плодотворную деятельность[6]
- победитель V Всемирного конкурса дирижёров Фонда Руперта (1980, Лондон)[1]
- Нагрудный знак «За заслуги перед польской культурой» Министерства культуры и искусства Республики Польша (1997)[1][4]
- Медаль «За выдающийся вклад в развитие Кубани» II степени (2001)[1][4]
- Национальная театральная премия «Золотая маска»
  - 2001 — лучшая работа дирижёра — «Леди Макбет Мценского уезда»
  - 2003 — лучшая работа дирижёра — «Лулу»[1]
- Народный артист России (2002)[1][4]
- Заслуженный деятель искусств России (1996)[7]
- крест «Защитник отечества I степени» (Совет по общественным наградам России при Российской геральдической палате, 2005) за заслуги перед Отечеством в области развития культуры в России и за рубежом
- Орден «За службу России» (от имени Комитета по общественным наградам РФ, 2006)
- Казачий Орден «За любовь и верность Отечеству» I степени (2006)[1][4].